# Végétarisme jaïn

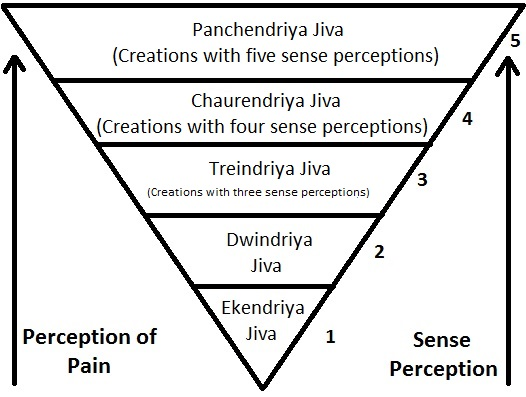
Illustration (en anglais) expliquant pourquoi les Jaïn sont végétariens.

Le végétarisme jaïn est une pratique alimentaire, qui, au-delà du simple végétarisme excluant la consommation de chair animale (mamsâ), a une histoire et des bases philosophiques précises, spécifiques au jaïnisme. 
Le végétarisme jaïn exclut la consommation de la chair des animaux (terrestres, marins, etc.) ainsi que la consommation des œufs (par respect pour la vie embryonnaire et afin de ne pas s'approprier ce qui vient des poules) et, enfin, refuse la consommation des racines (oignons, carottes, pommes de terre, etc.) car, « étant donné que les bulbes sont susceptibles de germer et de croître, les Jaïns voient la cueillette de ces végétaux du sol comme le meurtre de la plante entière et refusent donc de la manger  ». 
Ces règles alimentaires sont basées sur l’Ahimsâ, la « Non-violence » (universelle), et on les retrouve dans l'hindouisme (dans le Rudraksha Jabala Upanishad du Sama-Véda, on précise que l'on doit s'abstenir des produits issus de la violence ou nuisance envers la moindre vie, comme la chair animale et les racines).